# Відповідальна азартна гра
Responsible Gambling, також відомий як Safer Gambling, — це набір ініціатив щодо соціальної відповідальності індустрії азартних ігор, включаючи уряди, регулятори, операторів і постачальників, щоб забезпечити цілісність і справедливість своїх операцій, а також сприяти обізнаності про залежність від азартних ігор.

## Області

### Ігрова залежність
Зобов’язання щодо підвищення обізнаності про залежності від азартних ігор входять до концепції відповідального ставлення до них і можуть включати встановлені клієнтом обмеження та схеми самовиключення. У Сполученому Королівстві кілька великих банків також запропонували клієнтам можливість блокувати транзакції, пов’язані з азартними іграми, на своїх кредитних картках. У жовтні 2019 року NatWest запровадив пілотну програму, щоб дозволити записатися на прийом до GamCare у вибраних відділеннях.  Раніше в цьому році Великобританія також ввела обмеження на ставки на терміналах для ставок з фіксованими коефіцієнтами, щоб контролювати пов’язану з ними залежність від азартних ігор. 
В інтересах боротьби зі залежністю, оператори азартних ігор у Великій Британії також зобов’язані надавати певні інструменти, які дозволяють гравцям обмежувати свою гру.  До них належать:
- Самовиключення/Тайм-аут – дозволяє гравцям поставити свій обліковий запис на тимчасову (зворотну) перерву. Він може складати декілька місяців і років, в залежності від налаштувань.
- Перевірка реальності – через певні проміжки часу з’являється спливаюче вікно, яке нагадує гравцям зробити перерву/припинити гру. На певних платформах може застосуватися примусове вимкнення гри для відпочинку гравця.
- Обмеження часу – використовується для встановлення суворих обмежень часу на ігрові сесії.
- Ліміти депозитів / Відстеження рахунків – використовується для встановлення обмежень на депозити.
- Постійне закриття облікового запису – дозволяє гравцям закрити свій обліковий запис і припинити всі контакти з оператором азартних ігор.
- Обмеження щодо кредитних карток – подайте запит у свій банк, щоб заблокувати ваш доступ до інтернет-транзакцій

### Азартні ігри для неповнолітніх
Індустрія також взяла на себе зобов’язання запобігти участі в азартних іграх особам, які не досягли відповідного віку.  Ключові ініціативи включали зусилля Американської ігрової асоціації (AGA), яка прийняла всеохоплюючу інструкцію щодо азартних ігор неповнолітніми, а також інструкцію щодо неповнолітніх без нагляду, розроблену спільно з Національним центром у справах зниклих безвісти та дітей, які піддаються експлуатації.  У 2017 році організація оголосила про кодекс поведінки для своїх членів, який містив спеціальні вимоги до підготовки співробітників щодо боротьби з неповнолітніми. 

### Шахрайство та злочинна поведінка
Оператори зобов'язані впроваджувати політику та процедури протидії відмиванню грошей. Це передбачає впровадження ефективних процесів "знай свого клієнта" під час залучення нових клієнтів, а також відстеження та звітування про будь-які підозрілі транзакції.

### Конфіденційність інформації
Конфіденційність інформації стосується захисту даних і записів клієнтів від несанкціонованого або непотрібного розголошення. Оператори зобов'язані впроваджувати політику, яка забезпечує контроль і заходи для запобігання несанкціонованому розголошенню та використанню інформації про клієнтів. Інформація про клієнта зазвичай стосується таких даних, як ім’я, адреса, вік, номер телефону, банківські дані та адреса електронної пошти. 

### Швидкі та точні розрахунки з клієнтами
Оператори повинні гарантувати, що платежі на рахунки та з рахунків клієнтів здійснюються відповідно до формальних і задокументованих процесів точно та своєчасно. Оператори зазвичай гарантують, що кошти клієнтів управляються окремо від їхніх власних рахунків і що вони мають достатню кількість коштів для виплати всіх призових виграшів гравців і залишків на рахунках гравців.

### Чесна гра
Усі ігрові продукти повинні бути протестовані, щоб переконатися, що вони є чесними та випадковими, а також дотримуються правил гри. Тестування для забезпечення чесної гри все частіше проводиться незалежними організаціями. Ці організації повинні переконатися, що всі азартні ігри в Інтернеті, такі як покер і слоти, є надійними та чесними.

### Етичний і відповідальний маркетинг
Оператори повинні дотримуватися відповідних регуляторних кодексів рекламної практики, які зазвичай гарантують, що реклама є фактично правильною та не націлена на неповнолітніх або вразливих гравців, наприклад, гравців, які самостійно відмовилися від азартних ігор. Також очікується, що оператори повинні отримати дозвіл від клієнта, перш ніж займатися прямим маркетингом, використовуючи його персональні дані.

### Задоволеності клієнтів
Клієнти повинні мати можливість вільно робити коментарі чи скарги операторам і очікувати, що оператори матимуть відповідні процеси та процедури для розгляду скарг як всередині, так і через незалежну третю сторону. Існують організації які можуть виступати посередниками між компанією та клієнтом.

### Захищене, безпечне та надійне робоче середовище
Оператори зобов'язані продемонструвати внутрішній контроль і процеси, які відповідають ліцензійним умовам, передбаченим регуляторною юрисдикцією, що видає ліцензії на гральний бізнес та азартні ігри. Внутрішній контроль також має бути впроваджений для того, щоб гарантувати, що всі операційні, платіжні та технічні системи та процеси працюють безпечно та ефективно. Крім того, оператори повинні продемонструвати адекватні процедури управління безперервністю бізнесу, щоб забезпечити продовження діяльності в разі непередбачуваних обставин або катастроф.

## Кодекси відповідальної ігрової поведінки
Щоб гарантувати, що оператори, постачальники програмного забезпечення та супутні постачальники послуг дотримуються принципів відповідальної гри, численні регуляторні органи, торгові асоціації та некомерційні організації розробили кодекси поведінки. Ці конкуруючі та пересічні кодекси поведінки або стандарти з часом еволюціонували через розвиток численних правових і торговельних рамок. 
В індустрії визнано, що, зважаючи на велику кількість кодексів поведінки у сфері відповідальної гри, необхідно зробити крок назад і переоцінити, що саме потрібно в галузі. Європейський комітет зі стандартизації зараз розробляє заходи щодо відповідального ведення дистанційних азартних ігор, які можуть захистити клієнтів і забезпечити відповідальну поведінку операторів дистанційних азартних ігор, постачальників програмного забезпечення та пов'язаних із ними постачальників послуг, і які будуть прийняті на добровільній основі.

## Відповідальні ігрові заходи
Було організовано кілька галузевих заходів, покликаних допомогти індустрії просувати відповідальні ігрові практики. У жовтні 2010 року Європейська асоціація азартних ігор та ставок організувала конференцію EGBA "День відповідальної гри" в Європейському парламенті.